# 百万富翁的初恋
《百万富翁的初恋》（韓語：백만장자의 첫사랑）是2006年上映的韩国爱情片。

## 剧情
财团三世姜宰京（玄彬飾）为人财大气粗，傲慢无礼，喜欢和一群有钱的财团二世一起飙车，带漂亮女子开房，他逃学不去上课，每日住在宾馆逍遥快活，爷爷的去世，使得他成为了爷爷遗产的继承人，而遗产达到12位数，根据韩国法律，有身份证的成年人就可以继承遗产，姜宰京便等待自己成年，办好身份证，但是爷爷在遗嘱中写道他必须到山沟中的宝蓝高中学校拿到毕业证书才能拿到遗产。
班长恩焕（李沇熹飾）是一个患有心脏病的女子，而且家中贫穷没有金钱治病，她唯一的愿望是去世之前谈一场恋爱，而帅气的姜宰京成为她心中的白马王子，经过一段时间的热络，两人的爱情由然而生，在毕业晚会上，全班合作表演了一部舞台剧，在舞台剧表演完之后，恩焕就去世了。

## 演员
| 演员   | 角色   | 备注                         |
| 炫彬   | 姜宰京 | 财团三世                     |
| 李沇熹 | 恩焕   |                              |
| 鄭旭   |        |                              |
| 李漢率 |        |                              |
| 赵勇俊 |        |                              |
| 咸幼善 |        |                              |
| 趙奎哲 |        |                              |
| 金秉世 | 劉律師 |                              |
| 李康喜 |        | 恩焕的母親                   |
| 林周煥 |        | 與宰京吃喝玩樂的富少朋友之一 |
| 梁金錫 |        |                              |